# Liste der chinesischen Botschafter in Ecuador
Der Chinesische Botschafter in Ecuador ist der ranghöchste ständige diplomatische Vertreter der Regierung der Volksrepublik China in Ecuador.
Die chinesische Botschaft befindet sich in Quito.
| Ernennung     | Akkreditierung | Botschafter                                                               | Hochchinesisch  | Bemerkungen | Regierung von China | Regierung von Ecuador       | Posten verlassen |
| ------------- | -------------- | ------------------------------------------------------------------------- | --------------- | --- | ------------------- | --------------------------- | ---------------- |
| 11. Juli 1947 |                | Yu Wang-teh                                                               | 于望德          | gleichzeitig in Bogota akkreditiert. | Chang Ch’ün         | Carlos Julio Arosemena Tola |                  |
| 1. Sep. 1955  |                | Xu Ze                                                                     | 徐澤            | (* 1904) - Studierte an der Universität Peking. - Trat in den auswärtigen Dienst und wurde in Stockholm beschäftigt. - 1931 war er Vizekonsul, 1933 Generalkonsul in Hamburg und wurde an der Universität Hamburg zu Handel und Handelsrecht Chinas promoviert. - Er wurde an den Botschaften in Oslo und Berlin beschäftigt. - Bis 1944 wurde er im Außenministerium beschäftigt und anschließend mit Aufgaben in Süd- und Mittelamerika betraut. | Yu Hung-Chun        | José María Velasco Ibarra   | 1. Juli 1957     |
| 1958          |                | Chun-Jien Pao                                                             |                 | In Sondermission zur Unterzeichnung eines Handels- und Fischfangvertrages. | Chen Cheng          | Camilo Ponce Enríquez       |                  |
| 1. Juli 1957  |                | Hsieh Wei-lin                                                             | 谢维麟          | (* 28. März 1896) graduierte er in Rechtswissenschaft an der Soochow-Universität (Suzhou) sowie der Universität von Paris, war Attaché, Gesandtschaftssekretär in Paris, Rom und Den Haag, Geschäftsträger in Paris Gesandtschaftsrat im Außenministerium in Nanking, war Gesandter in Stockholm und Oslo, war Botschafter in Stockholm (Schweden), Protokollchef im Außenministerium in Taipeh. | Yu Hung-Chun        | Camilo Ponce Enríquez       | 1. Apr. 1964     |
| 11. Mai 1964  |                | Joseph Ku                                                                 | 顧毓瑞          | (* 12. Dezember 1908 in Wuxi, Jiangsu 1994) - Bruder von Y. H. Ku. - 1932: graduierte an der London School of Economics. - 1935: studierte an der Columbia University. - 1937, während des Zweiten Japanisch-Chinesischen Kriegs: Generaldirektor des Konsulats in New York City. - 1942 wurde er fortgebildet. - Von 1958 bis 1959 war er Gesandtschaftsrat in Seoul. - 1960 war er Protokollchef im Außenministerium in Taipeh. - Von 1964 bis 1969 war er Botschafter in La Paz (Bolivien). - 1979 wurde er in den Ruhestand versetzt und Schriftsteller, Professor an der antikommunistischen National Taipei University. | Yen Chia-kan        | Ramón Castro Jijón          | 1969             |
| 1969          |                | Tang Wu                                                                   | 湯武            | [ 6 ] | Yen Chia-kan        | José María Velasco Ibarra   | 19. Nov. 1971    |
| 19. Nov. 1971 |                | Die Republik China bricht diplomatische Beziehungen mit Ecuador ab.       |                 | [ 7 ] | Yen Chia-kan        | José María Velasco Ibarra   | 19. Nov. 1971    |
| 2. Jan. 1980  |                | Die Regierungen in Quito und Peking nehmen diplomatische Beziehungen auf. |                 | | Zhao Ziyang         | Jaime Roldós                |                  |
| 29. Sep. 1980 |                | Ding Hao                                                                  | 丁浩 (外交官)   | - Von September 1977 bis November 1980 war er Botschafter in Kuwait (Kuwait). - Von April 1981 bis Januar 1985 war er Botschafter in Quito (Ecuador). | Zhao Ziyang         | Jaime Roldós                | 1. Jan. 1985     |
| 7. Mai 1985   |                | Pan Wenjie                                                                | 潘文杰 (外交官) | | Zhao Ziyang         | León Febres Cordero         | 1. Okt. 1987     |
| 12. Nov. 1987 |                | Wang Ganghua                                                              | 王钢华          | | Li Peng             | León Febres Cordero         | 1. Mai 1991      |
| 13. Mai 1991  |                | Xu Yicong                                                                 | 徐贻聪          | "(* 1938) - Von Juni 1991 bis September 1993 war er Botschafter in Quito (Ecuador). - Von September 1993 bis Dezember 1995 war er Botschafter in Havanna (Kuba). - Von September 1997 bis November 2000 war er Botschafter in Buenos Aires (Argentinien). | Li Peng             | Rodrigo Borja               | 1. Sep. 1993     |
| 10. Sep. 1993 |                | Yang Binwei                                                               | 杨斌伟          | | Li Peng             | Sixto Durán Ballén          | 1. Okt. 1997     |
| 31. Okt. 1997 |                | Zhang Hongzhao                                                            | 张鸿照          | - Von September 1993 bis Dezember 1995 war er Generalkonsul in Tijuana. - Von September 1997 bis November 2000 war Botschafter in Quito (Ecuador). | Li Peng             | Fabián Alarcón              | 1. Juni 2000     |
| 26. Juli 2000 |                | Liu Junxiu                                                                | 刘峻岫          | - Von September 1997 bis Juni 2000 war er Generalkonsul in Barcelona. - Von Juli 2000 bis Oktober 2002 Botschafter in Quito (Ecuador). | Zhu Rongji          | Gustavo Noboa               | 1. Okt. 2002     |
| 9. Dez. 2002  | 2. Dez. 2002   | Zeng Gang                                                                 | 曾钢            | - Von November 2002 bis August 2004 Botschafter in Quito (Ecuador). - Von Oktober 2007 bis Dezember 2010 Botschafter in Buenos Aires (Argentinien). - Von Januar 2011 – 26. September 2013 war er Botschafter in Mexiko-Stadt (Mexiko). | Zhu Rongji          | Gustavo Noboa               | 1. Aug. 2004     |
| 14. Okt. 2004 | 29. Sep. 2004  | Liu Yuqin                                                                 | 刘玉琴          | (* 15. August 1951 in Peking) - 1969 war er in der Mongolei beschäftigt. - Von 1973 bis 1976 studierte er an der Pekinger Fremdsprachenuniversität. - 1976 trat er in den auswärtigen Dienst. - Von September 2004 bis Februar 2007 Botschafter in Quito (Ecuador). - Von März 2007 bis Dezember 2009 Botschafter in Santiago de Chile. - Von Februar 2010 bis Februar 2012 war er Botschafter in Havanna (Kuba). | Wen Jiabao          | Lucio Gutiérrez             | 1. Feb. 2007     |
| 17. Feb. 2007 | 22. März 2007  | Cai Runguo                                                                | 蔡润国          | | Wen Jiabao          | Rafael Correa               | 1. Jan. 2011     |
| 12. Jan. 2011 | 3. Feb. 2011   | Yuan Guisen                                                               | 苑桂森          | (* 1955 in Tianjin) - Von Dezember 1999 bis Juli 2003 Botschafter in Bratislava (Slowakei). - Von September 2003 bis Juni 2007 Botschafter in Warschau (Polen). - Von 2011 bis April 2013 war er Botschafter in Quito (Ecuador). - Von November 2013 bis Juni 2016 war er Botschafter in Nassau (Bahamas). | Wen Jiabao          | Rafael Correa               | 1. Apr. 2013     |
| 11. Apr. 2013 | 17. Apr. 2013  | Wang Yulin                                                                | 王士雄 (外交官) | - Von Juli 2010 bis April 2013 war er Botschafter in Malabo (Äquatorialguinea). - Seit April 2013 ist er Botschafter in Quito (Ecuador). | Li Keqiang          | Rafael Correa               |                  |